# Naturschutzgebiet Almetal
Das Naturschutzgebiet Almetal mit einer Größe von 93,8 ha liegt nördlich von  Alme  im Stadtgebiet von  Brilon und umfasst die  Alme mit deren Auen bis zur Kreisgrenze. Das Gebiet wurde 2008 mit dem Landschaftsplan Briloner Hochfläche durch den Hochsauerlandkreis als Naturschutzgebiet (NSG) ausgewiesen.  Das NSG gehört zum FFH-Gebietes Wälder und Quellen des Almetals (DE 4517-301). Direkt nördlich grenzt direkt im Stadtgebiet Büren bzw. im Kreis Paderborn das Naturschutzgebiet Almetal (Büren) an. Das NSG gehört seit 2023 zum Vogelschutzgebiet Diemel- und Hoppecketal mit angrenzenden Wäldern.

## Gebietsbeschreibung
Beim NSG handelt es sich um das Almetal. Neben dem Fluss gehört die Aue zum NSG. In der Aue befinden sich Bruchwälder, Auwaldrelikte und bachbegleitende Erlenwälder. In der Aue finden sich auch Feucht- und Nassgrünländer.
Es wurden durch das Landesamt für Natur, Umwelt und Verbraucherschutz Nordrhein-Westfalen Pflanzenarten wie Arnika, Aronstab, Bachbunge, Bitteres Schaumkraut, Bittersüßer Nachtschatten, Blauer Wasser-Ehrenpreis, Blutwurz, Breitblättriger Rohrkolben, Breitblättriges Knabenkraut, Brennender Hahnenfuß, Dornige Hauhechel, Echte Brunnenkresse, Echte Nelkenwurz, Echter Baldrian, Echtes Mädesüß, Echte Zaunwinde, Einbeere, Färber-Ginster, Flatter-Binse, Flutender Schwaden, Frauenfarn, Frühlings-Zahntrost, Geflecktes Knabenkraut, Geflügelte Braunwurz, Gegenblättriges Milzkraut, Gelber Eisenhut, Gewöhnliche Kreuzblume, Gewöhnliche Natternzunge, Gewöhnliche Pestwurz, Gewöhnlicher Blutweiderich, Gewöhnlicher Fransenenzian, Gewöhnlicher Wasserhahnenfuß, Große Händelwurz, Großer Klappertopf, Großes Hexenkraut, Gundermann, Hain-Sternmiere, Hallersche Schaumkresse, Herbstzeitlose, Hirse-Segge, Keulen-Bärlapp, Kleiner Baldrian, Kleiner Dornfarn, Kleiner Orant, Kleine Wasserlinse, Knoblauchsrauke, Knotige Braunwurz, Kohldistel, Kuckucks-Lichtnelke, Kümmel-Silge, Quell-Sternmiere, Quendelblättrige Kreuzblume, Quirl-Weißwurz, Rote Lichtnelke, Rundblättrige Glockenblume, Schild-Ehrenpreis, Schilf, Schmalblättriger Merk, Schmalblättriges Wollgras, Schuppenwurz, Schwimmendes Laichkraut, Skabiosen-Flockenblume, Spitzlappiger Frauenmantel, Sumpf-Dotterblume, Sumpffarn, Sumpf-Helmkraut, Sumpf-Herzblatt, Sumpf-Labkraut, Sumpf-Pippau, Sumpf-Schachtelhalm, Sumpf-Storchschnabel, Sumpf-Ziest, Teich-Schachtelhalm, Teufelsabbiss, Ufer-Wolfstrapp, Wacholder, Wald-Engelwurz, Wald-Schachtelhalm, Wald-Ziest, Wasserdost, Weiße Lichtnelke, Wiesen-Kerbel, Wiesen-Kümmel, Wiesen-Storchschnabel, Wilde Sumpfkresse und Zottiges Weidenröschen nachgewiesen.

## Schutzzweck
Im NSG soll die Aue der Alme geschützt und optimiert werden. Wie bei allen Naturschutzgebieten in Deutschland wurde in der Schutzausweisung darauf hingewiesen, dass das Gebiet „wegen der Seltenheit, besonderen Eigenart und Schönheit des Gebietes“ zum Naturschutzgebiet wurde. Der Landschaftsplan führt zum speziellen Schutzzweck auf: „Erhaltung und – in wesentlichen Teilen – Optimierung eines wichtigen Grünlandtales, das aufgrund seiner standörtlichen Vielfalt und seines Nutzungsmosaiks viele seltene und gefährdete Lebensgemeinschaften und Arten aufweist; Schutz der vorhandenen Sonderstandorte mit Feucht- und Nassgrünland und -grünlandbrachen, Bruch- und Auwaldrelikten, bachbegleitenden Erlenwäldern sowie dem strukturreichen Alme-Bachlauf; Sicherung der besonderen Eigenart dieses strukturreichen Grünlandtals innerhalb der umgebenden, großflächigen Waldgebiete; Schutz von geowissenschaftlich und landeskundlich wertvollen Zeugnissen der Erdgeschichte (Kalksinter); Sicherung der Kohärenz und Umsetzung des europäischen Schutzgebietssystems ‚Natura 2000‘.“